# Stenosticta sibensis
Stenosticta sibensis är en fjärilsart som beskrevs av Edward P. Wiltshire 1977. Stenosticta sibensis ingår i släktet Stenosticta och familjen nattflyn. Inga underarter finns listade i Catalogue of Life.